# Malleray
Malleray (toponimo francese; in tedesco Mallaraya, desueto) è una frazione di 1 999 abitanti del comune svizzero di Valbirse, nel Canton Berna (regione del Giura Bernese, circondario del Giura Bernese).

## Storia

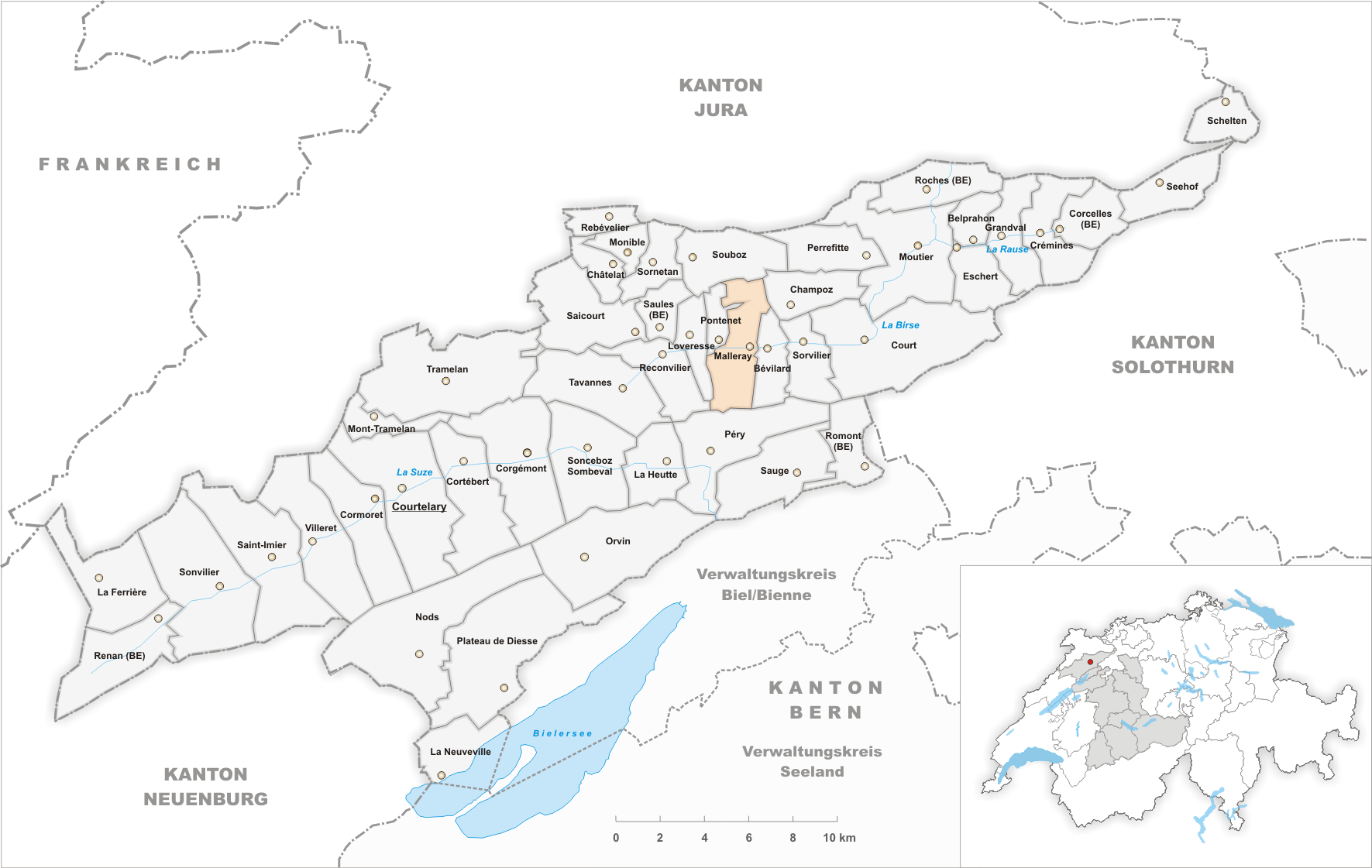
Il territorio del comune di Malleray prima degli accorpamenti comunali del 2015

Già comune autonomo che si estendeva per 10,35 km², il 1º gennaio 2015 è stato accorpato agli altri comuni soppressi di Bévilard e Pontenet per formare il nuovo comune di Valbirse.

## Monumenti e luoghi d'interesse

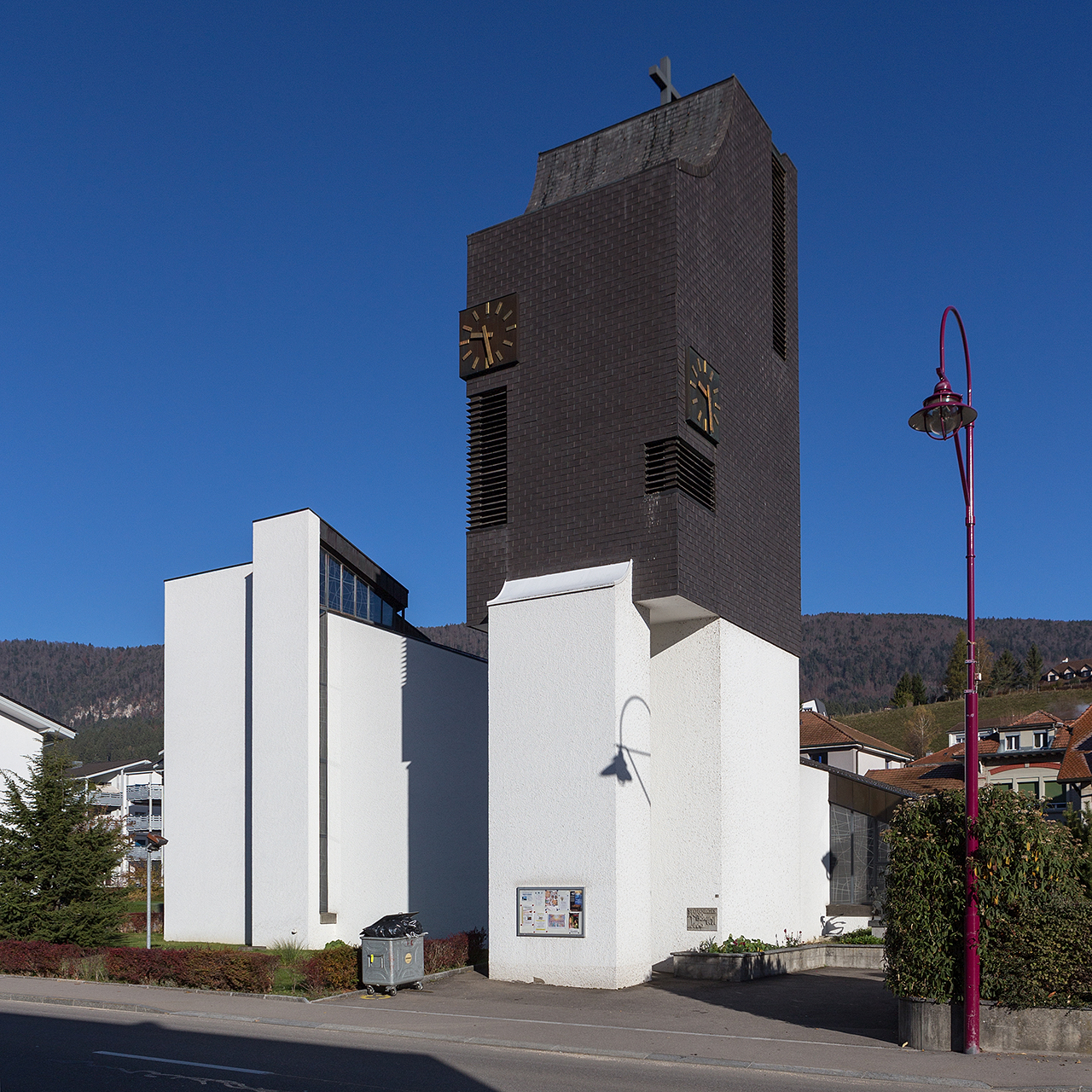
La chiesa cattolica

- Chiesa cattolica.

## Società

### Evoluzione demografica
L'evoluzione demografica è riportata nella seguente tabella:
Abitanti censiti

## Infrastrutture e trasporti

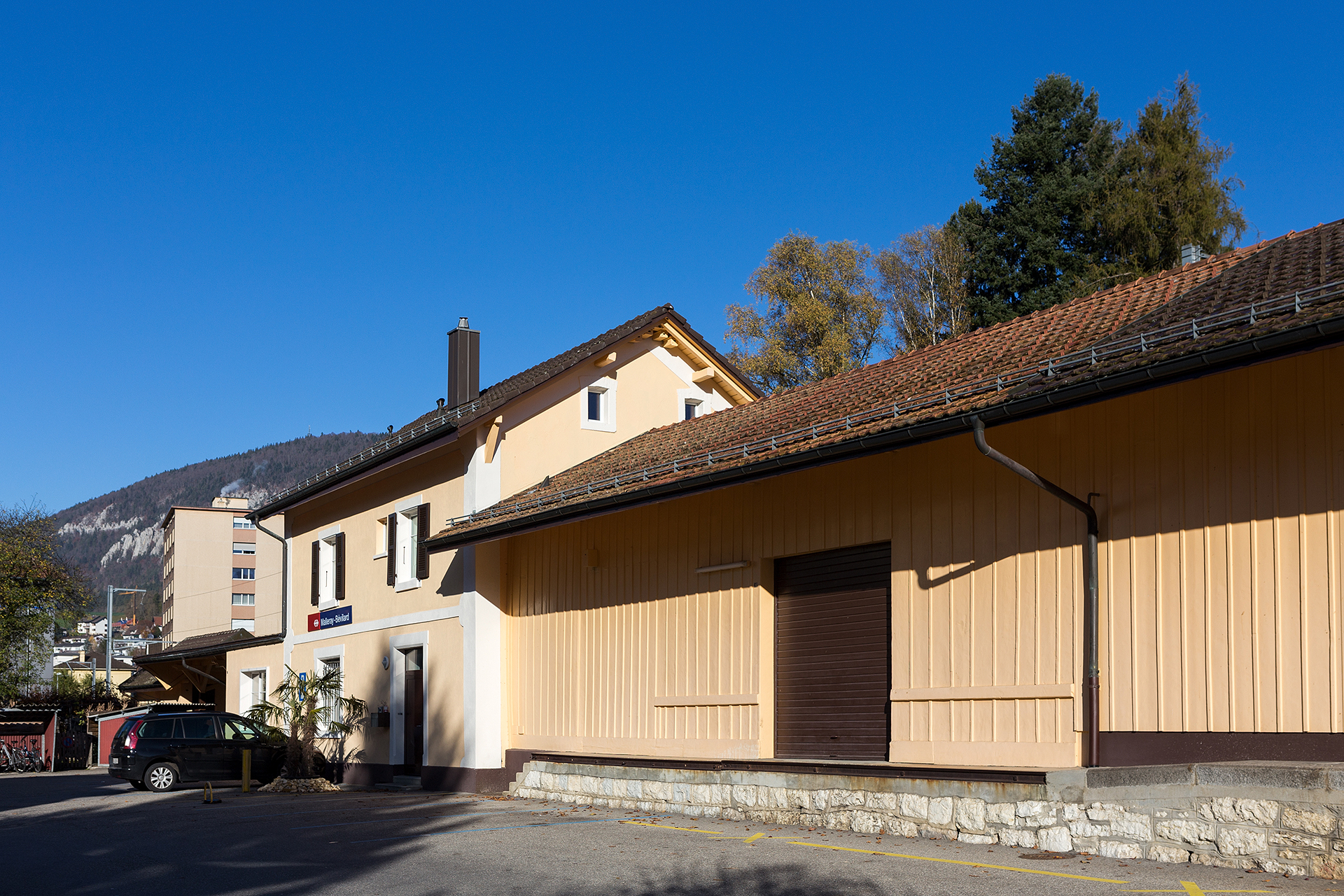
La stazione di Malleray-Bévilard

Malleray è servito dalla stazione di Malleray-Bévilard sulla ferrovia Sonceboz-Sombeval-Moutier.